# The Danish Girl
The Danish Girl är en brittisk-amerikansk biografisk dramafilm från 2015, regisserad av Tom Hooper, baserad på en roman med samma namn av David Ebershoff från år 2000. Filmen hade premiär 5 september 2015 på Filmfestivalen i Venedig. Eddie Redmayne spelar Lili Elbe/Einar Wegener, den första personen i världen som genomgick en könskorrigering, och Alicia Vikander spelar hennes hustru Gerda Wegener. I övriga roller finns bland andra Matthias Schoenaerts och Ben Whishaw.
Vid Oscarsgalan 2016 tilldelades Alicia Vikander priset i kategorin Bästa kvinnliga biroll. Även Eddie Redmayne var nominerad för sin insats i filmen.

## Rollista i urval
- Eddie Redmayne – Lili Elbe/Einar Wegener
- Alicia Vikander – Gerda Wegener
- Matthias Schoenaerts – Hans Axgil
- Ben Whishaw – Henrik
- Amber Heard – Ulla
- Sebastian Koch – Kurt Warnekros
- Emerald Fennell – Elsa
- Adrian Schiller – Rasmussen
- Henry Pettigrew - Niels